# Torleif Thedéen
Torleif Thedéen, född 17 november 1962 är en svensk cellist.
Thedéen nådde internationellt erkännande när han 1985 vann tre av världens mest prestigefyllda cellisttävlingar. Thedéen arbetar regelbundet med världens främsta orkestrar och dirigenter.
Torleif Thedéen är också kammarmusiker och framträder på estrader såsom Wigmore Hall i London, Carnegie Hall i New York, och Concertgebouw i Amsterdam.
Torleif Thedéen är sedan 1992 professor vid Det Kongelige Danske Musikkonservatorium i Köpenhamn. Han är sedan 1996 även professor vid Musikhögskolan Edsberg och sedan 2004 Musica Vitaes konstnärlige rådgivare.

## Priser och utmärkelser
- 2002 – Ledamot nr 943 av Kungliga Musikaliska Akademien
- 2003 – Litteris et Artibus
- 2016 – Kungliga Musikaliska Akademiens Interpretpris[2]

## Diskografi
- 1989 – The Complete Suites for Solo Cello – Benjamin Britten
- 1990 – Sinfonisia luonnoksia; Concerto for Cello and Orchestra ; Symphony No. 4 – Joonas Kokkonen
- 1990 – Cello Concerto No. 1 ; Klingende Buchstaben ; Four Hymns for Cello and Instrumental Ensemble – Alfred Schnittke
- 1991 – Cello Concertos – Robert Schumann, Edward Elgar
- 1992 – Cello Concerto No. 2; Concerto Grosso No. 2 – Alfred Schnittke
- 1993 – Symphony in C Sharp Minor ; Schelomo – Ernest Bloch
- 1994 – Three Solo Concertos – Sven-David Sandström
- 1994 – Cello Concertos – Dmitrij Sjostakovitj
- 1995 – Six Suites for Solo Cello – Bach
- 1996 – Chamber Music – Erwin Schulhoff
- 1996 – Complete Music for Cello and Piano – Jean Sibelius
- 1997 – The Japanese Cello – japanska tonsättare
- 2006 -- Lalo: Cello Concerto - Namouna: Symphony In G Minor -- Kees Bakels
- 2007 – Inventions & Partita – Bach